# Khoroo
Un khoroo, (mongol : ᠬᠣᠷᠢᠶ᠎ᠠ, VPMC : qoriya, cyrillique : хороо), est un type de subdivision administrative de second niveau d'Oulan-Bator, la capitale de la Mongolie. On en décomptait 132 en 2007. Il y en a aujourd'hui 151.
Les différents khoroo sont intégrés dans les neuf Düürgüüd (mn) (arrondissements) d'Oulan-Bator que sont :
| Дүүрэг                                 | Хороо |
| -------------------------------------- | --- |
| Bagakhangai (mn) (Багахангай)          | 1, 2 |
| Baganuur (Багануур)                    | 1, 2, 3, 4 |
| Bayangol (mn) (Баянгол)                | 1, 2, 3, 4, 5, 6, 7, 8, 9, 10, 11, 12, 13, 14, 15, 16, 17, 18, 19, 20, 21, 22, 23                                     |
| Bayanzürkh (mn) (Баянзүрх)             | 1, 2, 3, 4, 5, 6, 7, 8, 9, 10, 11, 12, 13, 14, 15, 16, 17, 18, 19, 20, 21, 22, 23, 24, 25, 26, 27, 28                 |
| Chingeltei (mn) (Чингэлтэй)            | 1, 2, 3, 4, 5, 6, 7, 8, 9, 10, 11, 12, 13, 14, 15, 16, 17, 18, 19                                                     |
| Khan-Yül (mn) (Хан-Уул)                | 1, 2, 3, 4, 5, 6, 7, 8, 9, 10, 11, 12, 13, 14, 15, 16                                                                 |
| Nalaikh (Налайх)                       | 1, 2, 3, 4, 5, 6, 7                                                                                                   |
| Songinokhairkhan (mn) (Сонгинохайрхан) | 1, 2, 3, 4, 5, 6, 7, 8, 9, 10, 11, 12, 13, 14, 15, 16, 17, 18, 19, 20, 21, 22, 23, 24, 25, 26, 27, 28, 29, 30, 31, 32 |
| Sükhbaatar (mn) (Сүхбаатар)            | 1, 2, 3, 4, 5, 6, 7, 8, 9, 10, 11, 12, 13, 14, 15, 16, 17, 18, 19, 20                                                 |
| Total                                  | 151 |